# Adalberto Tejeda Olivares

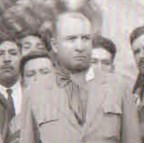
Adalberto Tejeda Olivares

Sixto Adalberto Tejeda Olivares (* 28. März 1883 in Chicontepec Tejeda; † 8. September 1960 in Mexiko-Stadt) war Gouverneur des mexikanischen Bundesstaates Veracruz und mexikanischer Botschafter.

## Leben
Seine Eltern waren Eutiquia Olivares aus Chicontepec und Luis Tejeda Guzmán aus Jalacingo. Er war der Erstgeborene und verteidigte die Bewohner seines indigenen Dorfes. Nach der Grundschule in Chicontepec besuchte er die Escuela Nacional Preparatoria und absolvierte die Escuela Nacional de Ingeniería. Anschließend arbeitete er als Makler.
Nach der Ermordung von Francisco Madero 1913 beteiligte er sich an der Mexikanischen Revolution in den Truppen von Rafael M. Pedrajo. Er war Gemeinderat und führte einen keinen Trupp bewaffneter Landwirte. In der Armee der Konstitutionalisten wurde er Oberstleutnant und leitete den Generalstab von Candido Aguilar, dem Befehlshaber der Division im Osten. 1915 ernannte ihn Venustiano Carranza zum Befehlshaber der militärischen Operationen in den Huasteca Veracruzana. Er wurde Abgeordneter für Chicontepec für die verfassungsgebende Versammlung 1917, aber militärische Aufgaben hinderten ihn an der Teilnahme der Sitzungen. Deshalb wurde er durch den Nachrücker Enrique Meza Llorente vertreten.
1918 wurde Olivares in den Senat gewählt. 1920 wurde Alvaro Obregon Präsident, welcher Adalberto Tejeda Olivares zum Gouverneur von Veracruz ernannte. In seiner Amtszeit als Gouverneur förderte er die Schulbildung auf dem Land und reorganisierte die Verwaltung des Bundesstaates. Er förderte eine Bodenreform gegen Latifundisten und unterstützte die Gründung der Liga de Comunidades Agrarias und die Pächterbewegung von Herón Proal. Er unterstützte das Projekt der Handelskammer von Jalapa: Ein Stadium mit einer Grastribüne, welches am 7. Mai 1922 eröffnet wurde. Er war mit Problemen durch Erdölunternehmen konfrontiert, welche den Artikel 27 der Verfassung verletzten und Vorkommen im Nordosten des Bundesstaates ausbeuteten. Ebenso wandte er sich gegen die Rebellion von Adolfo de la Huerta. Ende 1924 berief ihn Plutarco Plutarco Elías Calles als Minister für Kommunikation und öffentliche Arbeiten und Regierungsminister. In diesem Amt führte er den Guerra Cristera. 1934 war er Präsidentschaftskandidat der Partido Comunista Mexicano. Als Lázaro Cárdenas del Río Präsident wurde trat Sixto Adalberto Tejeda Olivares in den auswärtigen Dienst. 1948 wurde er zum Brigadegeneral befördert.